# یوهان فریدریش پفاف
یوهان فریدریش پفاف (انگلیسی: Johann Friedrich Pfaff; ۲۲ دسامبر ۱۷۶۵ – ۲۱ آوریل ۱۸۲۵) یک ریاضی‌دان اهل آلمان بود.

## زندگی‌نامه
«یوهان فردریش هربارت» (Johann Friedrich Herbart ) فیلسوفآلمانی، روانشناس و بنیانگذار دانش آموزش و پرورش (پداگوژی) در ۴ می ۱۷۷۶ در الدنبورگ در شمال آلمان به دنیا آمد. پدرش وکیل دادگستری و مادرش زنی هوشمند بود که به تربیت فرزند خویش توجه بسیاری داشت. هربارت تا ۱۲ سالگی زیر نظر مادر و آموزگاران خصوصی در خانه آموزش دید و پس از آن در حالی که از نظر آموزشی بسیار برتر و پیشتر از همسالان خود بود، به دبیرستان و در ۱۸ سالگی برای فراگرفتن فلسفه به دانشگاه ینا رفت. هنگامی که در دبیرستان و دانشگاه به تحصیل اشتغال داشت استعداد بسیار در فراگرفتن زبان یونانی، ریاضی و فلسفه نشان داد و اینها بعدها در عقاید او نسبت به آموزش و پرورش تأثیر بسزایی داشت. وی از سال ۱۷۹۷ تا ۱۸۰۰ درسویس زندگی کرد و در آنجا تحت تأثیر شیوه تربیت استاد معروف پستالوزیقرار گرفت. وی پس از بازگشت به آلمان و اخذ مدرک دکترا به استادی فلسفه و آموزش و پرورش در دانشگاه‌های کونیگسبرگ (به جای کانت) و گوتینگن رسید. هربارت مطالعات عمیقی در فلسفه آموزش و پررش داشت و مدت‌ها به تدریس آن پرداخت. وی از شخصیت‌هایی بود که می‌خواست تعلیم و تربیت را بر پایه‌های استوارتری قرار دهد. به این منظور آن را به صورت رشته ای علمی و دانشگاهی درآورد. حتی یک مدرسه تجربی تأسیس کرد و عقاید و افکار خود را در آن به آزمایش گذاشت. وی آثار بسیاری در تعلیم و تربیت و فلسفه از خود برجای گذاشته از جمله: کتابی دراصول آموزش و پرورش (پداگوژی)، نکات مهم ماوراءالطبیعه، کتاب درسی روانشناسی وچندین رساله و کتب دیگر که همه مورد مطالعه و مرجع محققان فن تعلیم و تربیت ست. وی آخرین نظریات خود را دربارهٔ آموزش و پرورش در مهم‌ترین کتابش به نام «رئوس عقاید تربیتی» در ۱۸۳۵ منتشر ساخت و سرانجام در ۱۱ اوت ۱۸۴۱ میلادی در سن ۶۵ سالگی و در اوج شهرت درگذشت.